# Astrophile
Astrophile (tiếng Thái: คืนนับดาว; RTGS: Khuen Nap Dao; tạm dịch: Đêm đếm sao) là một bộ phim truyền hình Thái Lan phát sóng năm 2022 với sự tham gia của Davika Hoorne (Mai), Vachirawit Chiva-aree (Bright) và Jumpol Adulkittiporn (Off). Bộ phim được sản xuất dựa trên bộ tiểu thuyết คิมหันต์พันดาว của tác giả Duangmaan.
Bộ phim được đạo diễn bởi Ekkasit Trakulkasemsuk và sản xuất bởi GMMTV cùng với Keng Kwang Kang. Đây là một trong 22 dự án phim truyền hình cho năm 2022 được GMMTV giới thiệu trong sự kiện "GMMTV 2022 Borderless" vào ngày 1 tháng 12 năm 2021. Bộ phim được phát sóng vào lúc 20:30 (ICT), thứ Tư và thứ Năm trên GMM 25 và phát lại vào 22:30 (ICT) cùng ngày trên nền tảng trực tuyến TrueID, bắt đầu từ ngày 1 tháng 6 năm 2022. Bộ phim kết thúc vào ngày 3 tháng 8 năm 2022.

## Diễn viên
Dưới đây là dàn diễn viên của bộ phim:

### Diễn viên chính
- Davika Hoorne (Mai) vai Nubdao
- Vachirawit Chiva-aree (Bright) vai Kimhan
- Jumpol Adulkittiporn (Off) vai Tankhun

### Diễn viên phụ
- Jennie Panhan vai Jaikaew
- Arachaporn Pokinpakorn (Goy) vai Nammon
- Nachat Juntapun (Nicky) vai Pete
- Patara Eksangkul (Foei) vai Minjun
- Phatchara Thabthong (Kapook) vai Kewalin
- Phromphiriya Thongputtaruk (Papang) vai Saimok
- Jirakit Kuariyakul (Toptap) vai Pao
- Kanaphan Puitrakul (First) vai Poi
- Bhasidi Petchsutee (Lookjun) vai Alice
- Leo Saussay vai Kit
- Chitsanupong Sakunnanthiphat (Ace) vai Net
- Supranee Jayrinpon (Kai) vai mẹ của Nubdao
- Rachanee Siralert (Pear) vai mẹ của Kimhan
- Phutharit Prombandal (Wit) vai Amnuai (người mới của mẹ Nubdao)

### Khách mời
- Pawornwan Verapuchong (Ava) vai Meena (Tập 1,12,14)
- Yongwaree Anilbol (Fah) vai hàng xóm của Tankhun (Tập 18)

## Nhạc phim
| Tên bài hát                                                        | Thể hiện                    | Ref.  |
| ------------------------------------------------------------------ | --------------------------- | ----- |
| นับดาว (Counting Star) (Nap Dao)                                    | Gawin Caskey (Fluke)        | [ 4 ] |
| สมัยนี้เค้าไม่แอบรัก (Just Say You Love Me) (Sa Mai Ni Khao Mai Aep Rak) | Worranit Thawornwong (Mook) | [ 5 ] |

## Đón nhận

### Rating truyền hình Thái Lan
- Trong bảng dưới đây, màu xanh biểu thị rating thấp nhất và màu đỏ biểu thị rating cao nhất.

| Tập        | Khung giờ (UTC+07:00)   | Tiêu đề tập                       | Ngày phát sóng      | Tỷ lệ rating trung bình | Ref.     |
| ---------- | ----------------------- | --------------------------------- | ------------------- | ----------------------- | -------- |
| 1          | Thứ Tư - Thứ Năm, 20:30 | Chúng ta sẽ quay trở về gặp nhau  | 1 tháng 6 năm 2022  | 0.088%                  | [ 6 ]    |
| 2          | Thứ Tư - Thứ Năm, 20:30 | Phản chiếu                        | 2 tháng 6 năm 2022  | 0.184%                  | [ 7 ]    |
| 3          | Thứ Tư - Thứ Năm, 20:30 | Những lời chỉ trích               | 8 tháng 6 năm 2022  | 0.098%                  | [ 8 ]    |
| 4          | Thứ Tư - Thứ Năm, 20:30 | Khoảng cách giữa những con tim    | 9 tháng 6 năm 2022  | 0.047%                  | [ 9 ]    |
| 5          | Thứ Tư - Thứ Năm, 20:30 | Dấu vết của ký ức                 | 15 tháng 6 năm 2022 | 0.126%                  | [ 10 ]   |
| 6          | Thứ Tư - Thứ Năm, 20:30 | Cuộc gặp gỡ của những người xa lạ | 16 tháng 6 năm 2022 | 0.105%                  | [ 11 ]   |
| 7          | Thứ Tư - Thứ Năm, 20:30 | Thế giới song song                | 22 tháng 6 năm 2022 | 0.095%                  | [ 12 ]   |
| 8          | Thứ Tư - Thứ Năm, 20:30 | Sự thật phải đối mặt              | 23 tháng 6 năm 2022 | 0.069%                  | [ 13 ]   |
| 9          | Thứ Tư - Thứ Năm, 20:30 | 696 km                            | 30 tháng 6 năm 2022 | 0.217%                  | [ 14 ]   |
| 10         | Thứ Tư - Thứ Năm, 20:30 | Ánh sáng của sao Bắc Cực          | 6 tháng 7 năm 2022  | 0.116%                  | [ 15 ]   |
| 11         | Thứ Tư - Thứ Năm, 20:30 | Bão giữa hè                       | 7 tháng 7 năm 2022  | 0.126%                  | [ 16 ]   |
| 12         | Thứ Tư - Thứ Năm, 20:30 | Sự khác biệt về cảm xúc           | 13 tháng 7 năm 2022 | 0.096%                  | [ 17 ]   |
| 13         | Thứ Tư - Thứ Năm, 20:30 | Thần Hộ mệnh                      | 14 tháng 7 năm 2022 | 0.070%                  | [ 18 ]   |
| 14         | Thứ Tư - Thứ Năm, 20:30 | Cơ hội thứ hai                    | 20 tháng 7 năm 2022 | 0.129%                  | [ 19 ]   |
| 15         | Thứ Tư - Thứ Năm, 20:30 | Trái tim bị lõm                   | 21 tháng 7 năm 2022 | 0.155%                  | [ 20 ]   |
| 16         | Thứ Tư - Thứ Năm, 20:30 | Chia xa để bắt đầu lại            | 27 tháng 7 năm 2022 | 0.104%                  | [ 21 ]   |
| 17         | Thứ Tư - Thứ Năm, 20:30 | Wish You Were Home                | 28 tháng 7 năm 2022 | 0.076%                  | [ 21 ]   |
| 18         | Thứ Tư - Thứ Năm, 20:30 | Vì sao và Mặt trời                | 3 tháng 8 năm 2022  | 0.052%                  | [ 22 ]   |
| Trung bình | Trung bình              | Trung bình                        | Trung bình          | 0.109% 1                | 0.109% 1 |

^1  Dựa trên tỷ lệ rating trung bình mỗi tập.